# Лимбург (графство)
Графство Лимбург (фр. Comté de Limbourg, нем. Grafschaft Limburg, нидерл. Graafschap Limburg) или графство Ленгау (нем. Lengau) — административная единица герцогства Нижняя Лотарингия. Изначально было одним из пагов графства Льеж.

## История
Укреплённый город Лен на реке Весдр был центром гау ещё в каролингские времена. Фридрих Люксембургский (1003—1065), герцог Нижней Лотарингии, сделал графство приданым своей дочери Юдит, вышедшей замуж за Валерана, графа Арлона. Согласно Альберику де Труа, именно Вальрам построил (или укрепил) замок Лимбург (Лен-бург), давший название графству, ядром которого стало Ленгау.
Однако в акте монастыря Св. Альберта в Ахене, датируемом 1061 годом, графом Лимбурга упоминается граф Удо (лат. Comes Udo de Lemborch), который называется наследником Фридриха. Этому сообщению противоречит «Хроника» Альберика де Труа-Фонтена, который указывает, что графство Лимбург (лат. castrum de Lemborch) было создано Вальрамом. Для объяснения этого историк Эрнст, написавший XIX веке «Историю Лимбурга», после детального обзора источников выдвинул версию, по которой граф Удо и граф Вальрам — одно и то же лицо. Однако существуют и другие гипотезы о происхождении Удо, по которым он был либо неназванным в других источниках сыном герцога Фридриха, либо мужем неназванной старшей дочери Фридриха.
Наследовавший Вальраму сын (по другой версии зять), Генрих I, вступил в борьбу за титул герцога Нижней Лотарингии. В это самое время шла борьба между императором Генрихом IV и его сыном Генрихом V за власть в Священной Римской империи. В итоге Генрих I Лимбургский встал на сторону Генриха IV. Когда тот умер в 1106 году, Генрих V атаковал владения сторонников отца. Лимбург был взят, и Генрих I Лимбургский был заключён в тюрьму, однако ему удалось бежать, и он снова вступил в борьбу за герцогство Нижняя Лотарингия, но безуспешно. Ему пришлось пойти на мировую с Генрихом V и Готфридом Лувенским. Он сохранил за собой герцогский титул и стал именоваться герцогом Лимбургским.

## Графы Лимбурга
- Валеран I (ум.1082), правивший в 1065—1082, был графом Арлонским, женат на Юдифь Люксембургской.
- Генрих I (1059—1119), сын Валерана I, граф Лимбургский, в 1101—1106 — герцог Нижней Лотарингии. Был женат на Аделаиде Поттенштайн (1061—1106).